# Haveli

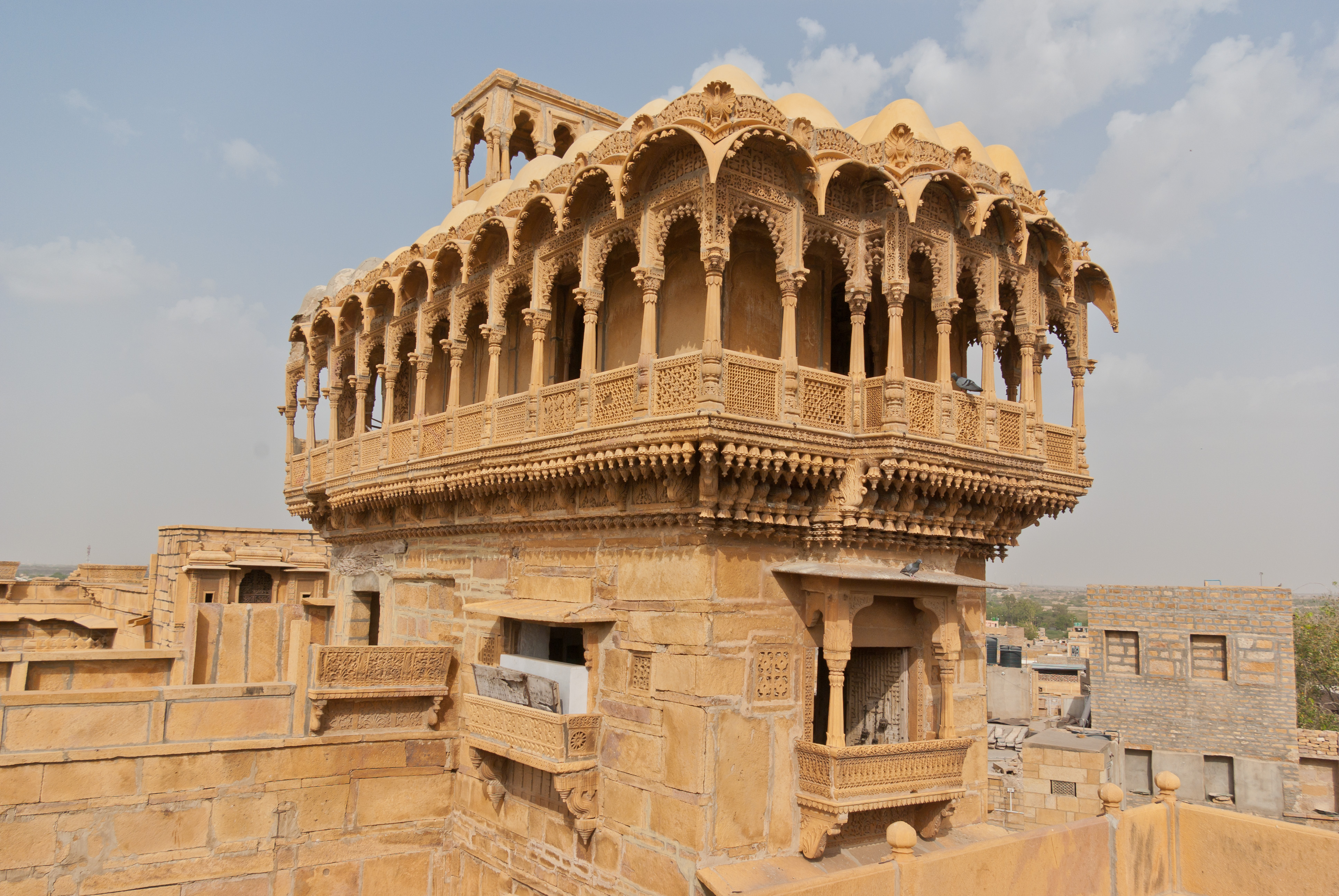
Jaisalmer – Salim Singh ki Haveli (um 1850)

Als Haveli werden die palastartig ausgestalteten Wohnhäuser wohlhabender – meist muslimischer – Fernhändler im Norden Indiens und in Pakistan bezeichnet. Der Name stammt aus dem Arabischen und bedeutet so viel wie „umbauter Platz“; wahrscheinlich vermittelt über das nahezu gleichlautende persische Wort hawli gelangte der Begriff bis nach Indien. Die Havelis von Rajasthan gehören zu den kulturhistorisch bedeutsamsten und von Touristen gerne besuchten Wahrzeichen der Region. Später wurde der Begriff haveli auch auf andere repräsentative Wohnbauten übertragen.

## Geschichte
Die imposanten, doch zumeist erst zwischen 1830 und 1930 entstandenen mehrgeschossigen Havelis lassen sich auf eine wirtschaftliche Blütezeit des Fernhandels zwischen Indien, dem Osmanischen Reich und den europäischen Staaten im 18. und frühen 19. Jahrhundert zurückführen. Mit dem allmählichen Zerfall des Osmanischen Reiches und der Verdrängung des Karawanenhandels durch den Seehandel verfielen die meisten Havelis; die Eigentümer zogen in die Küstenstädte und vermieteten die Bauten an ärmere Familien aus dem Umland.

## Beschreibung
Nach traditionellem orientalischen Muster waren die Havelis um einen allseits geschlossenen und in manchen Fällen mit einem Wasserbecken versehenen Innenhof herum gebaut; bei einigen späteren Bauten ist ein solcher Innenhof jedoch nicht vorhanden. Das Erdgeschoss diente häufig als Warenlager und Kontor; die über schmale Treppenaufgänge erreichbaren Wohnräume befinden sich in den oberen Stockwerken und waren hauptsächlich mit Kisten, Truhen und Kissen möbliert. Auch wenn die Innenausstattung für die Zeit durchaus hochwertig war, wurde der Fassade der Bauten die größte Aufmerksamkeit gewidmet – hier entfaltet sich der ganze Reichtum indo-islamischer Architektur mit Balkonen (jaroka), Fenstergittern (jali oder maschrabiyya), bengalischen Dächern oder Fassadenmalereien.

## Verbreitung
Die meisten und schönsten Havelis finden sich in Rajasthan und hier vor allem in Jaisalmer und in der Shekhawati-Region (Nawalgarh, Mandawa, Jhunjhunu); aber auch andere Städte wie Agra, Lucknow, Udaipur, Jodhpur, Lahore, Peschawar, Multan u. a. verfügen über einige weniger bekannte Bauten dieser Art.

## Bilder

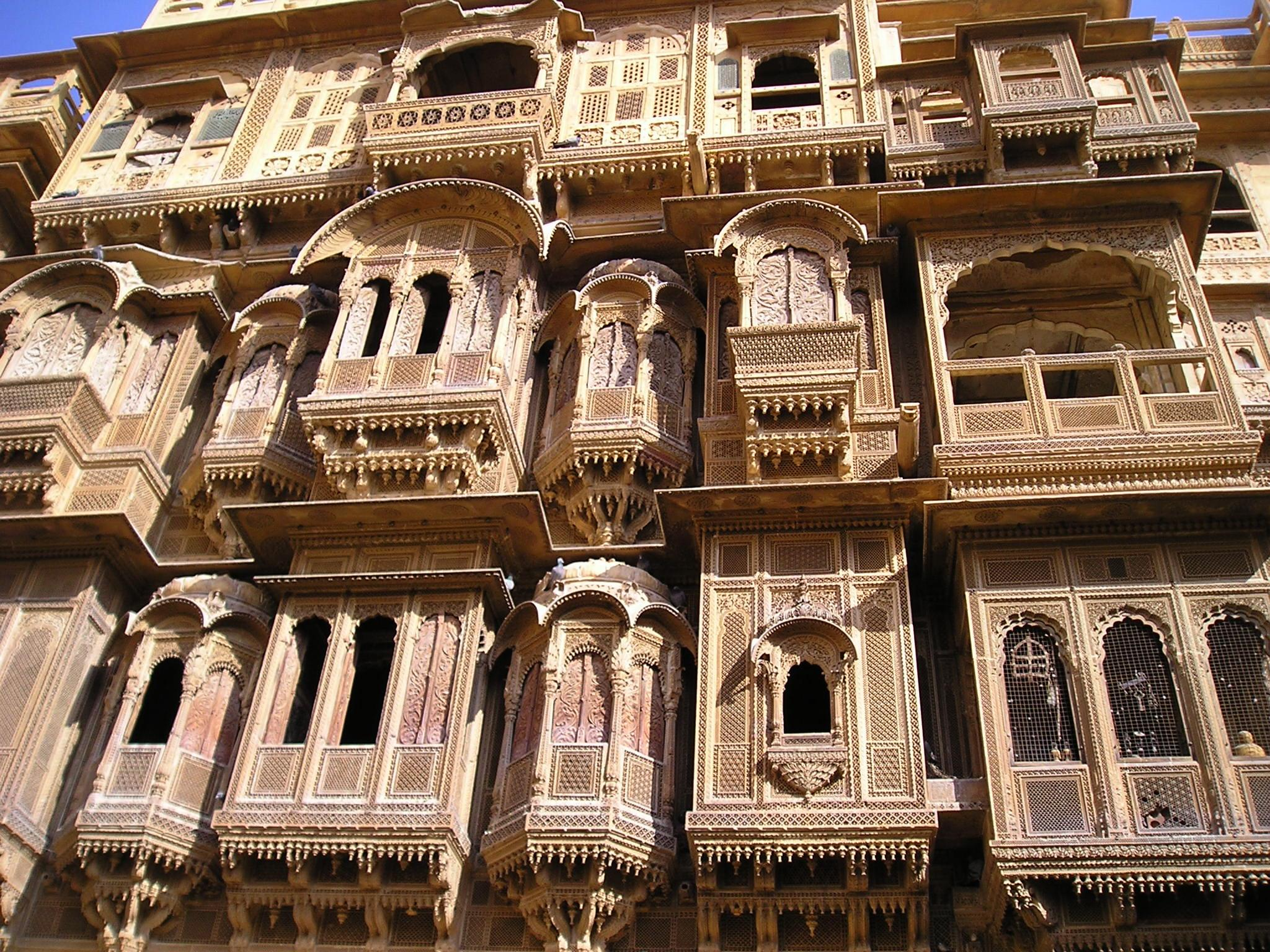
Jaisalmer – Patwon ki Haveli (um 1850)
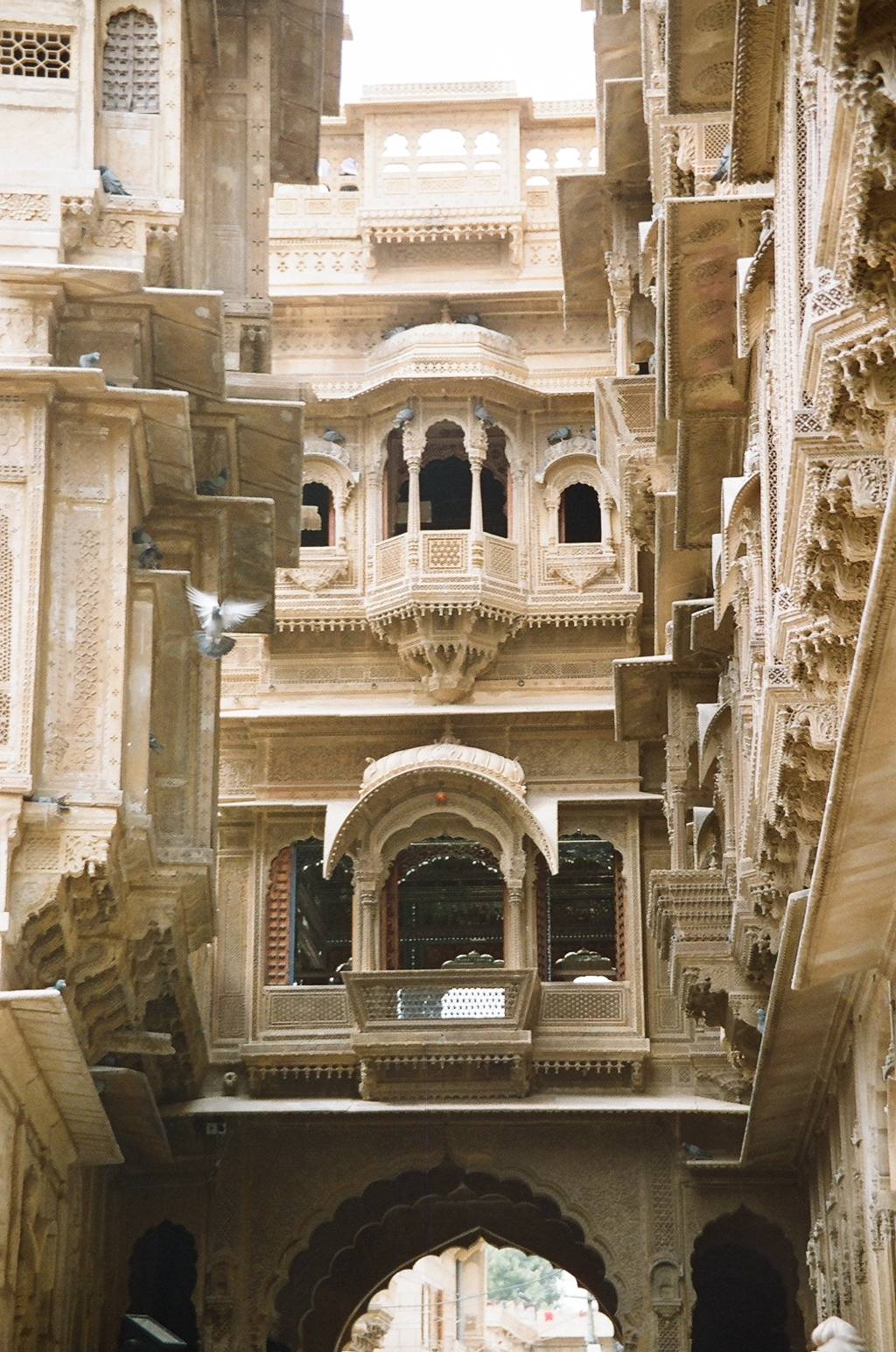
Jaisalmer – Patwon ki Haveli, Innenhof
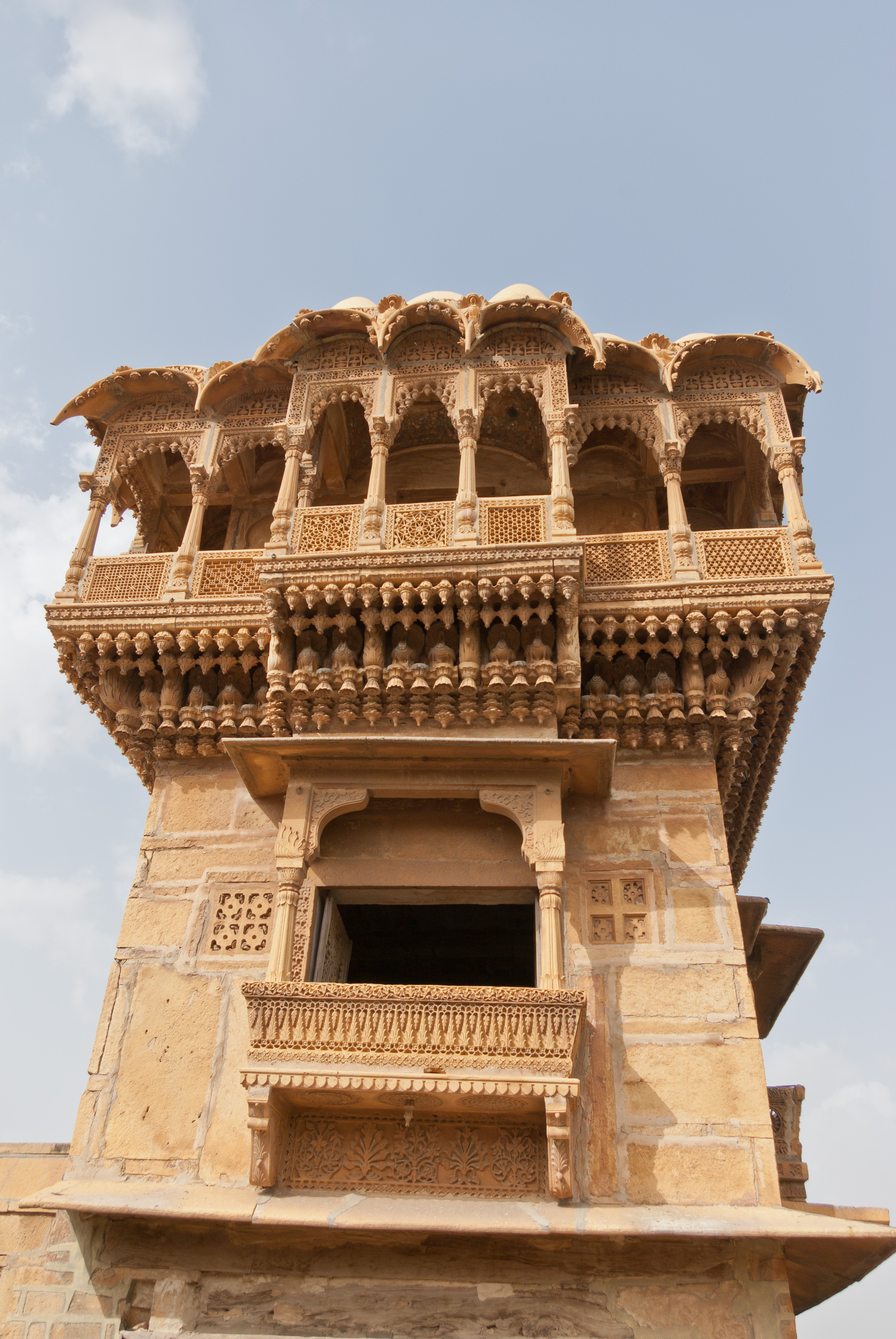
Jaisalmer – Salim Singh ki Haveli (um 1850)
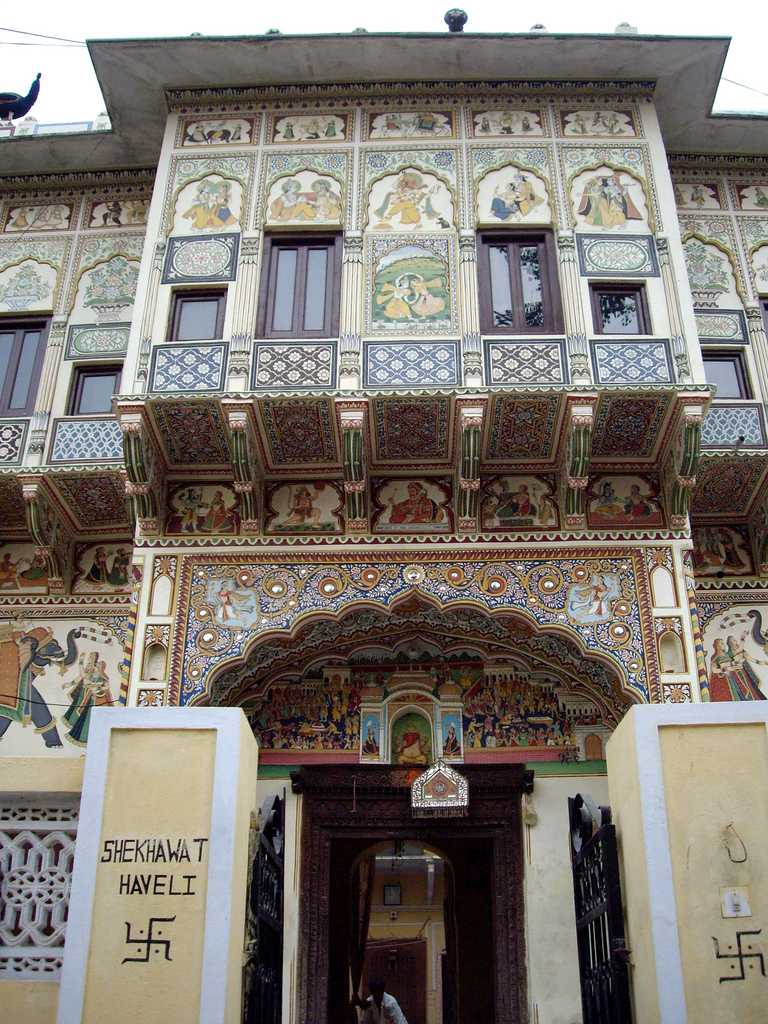
Mandawa – Shekhawat Haveli (um 1880)
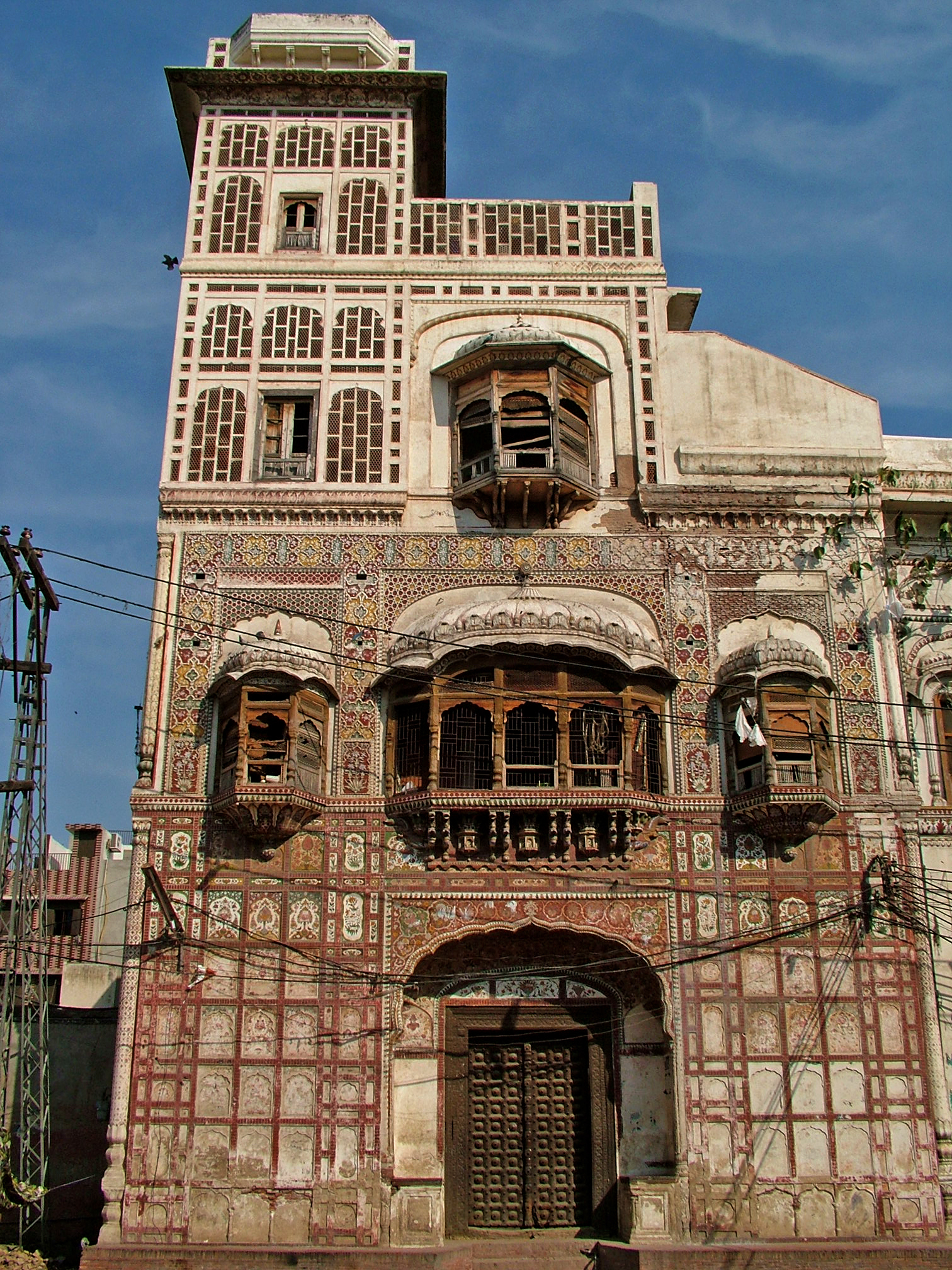
Lahore – Nau Nihal Singh Haveli (um 1900)
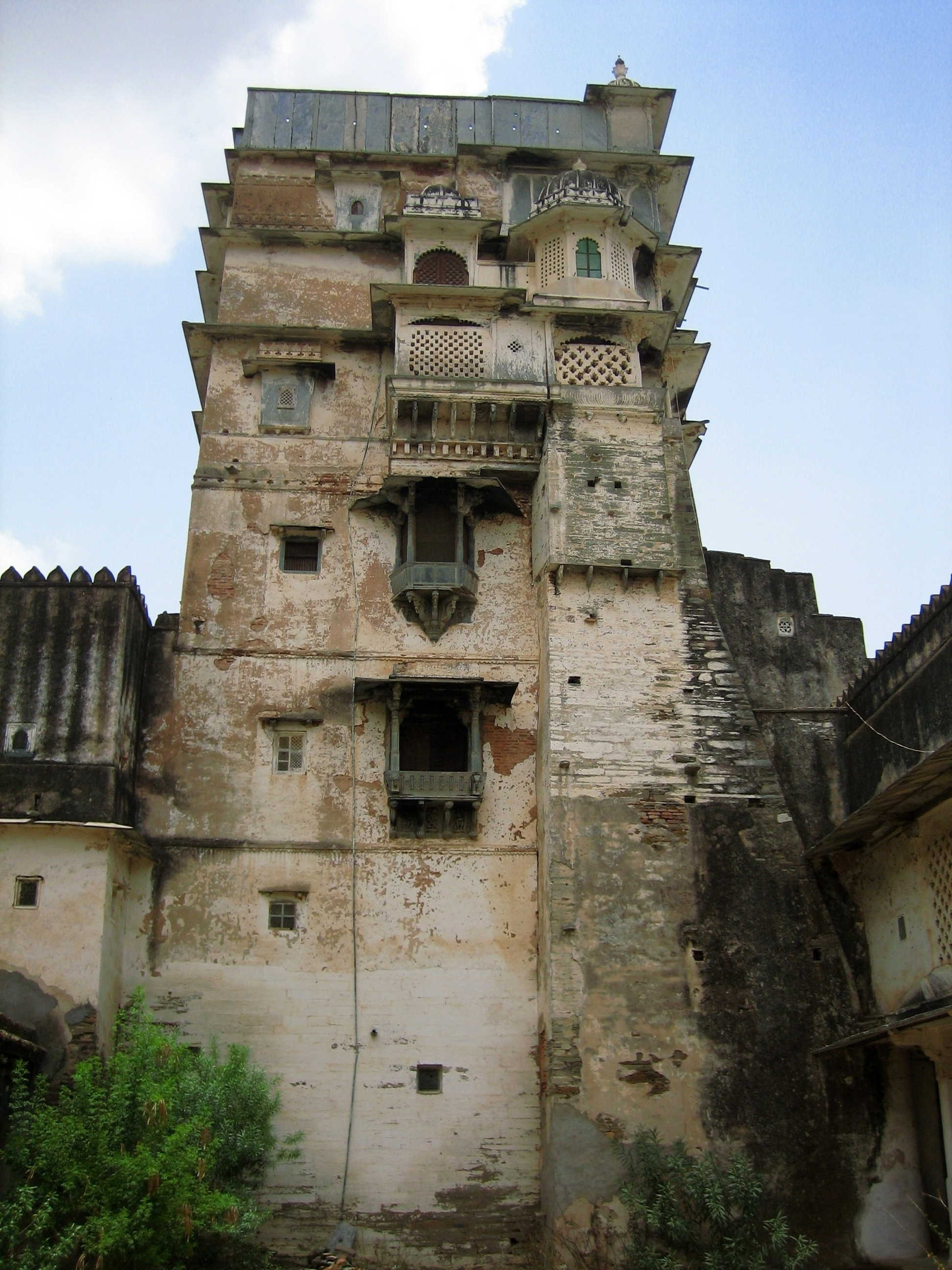
Dungarpur – Juna Mahal Haveli (um 1900)
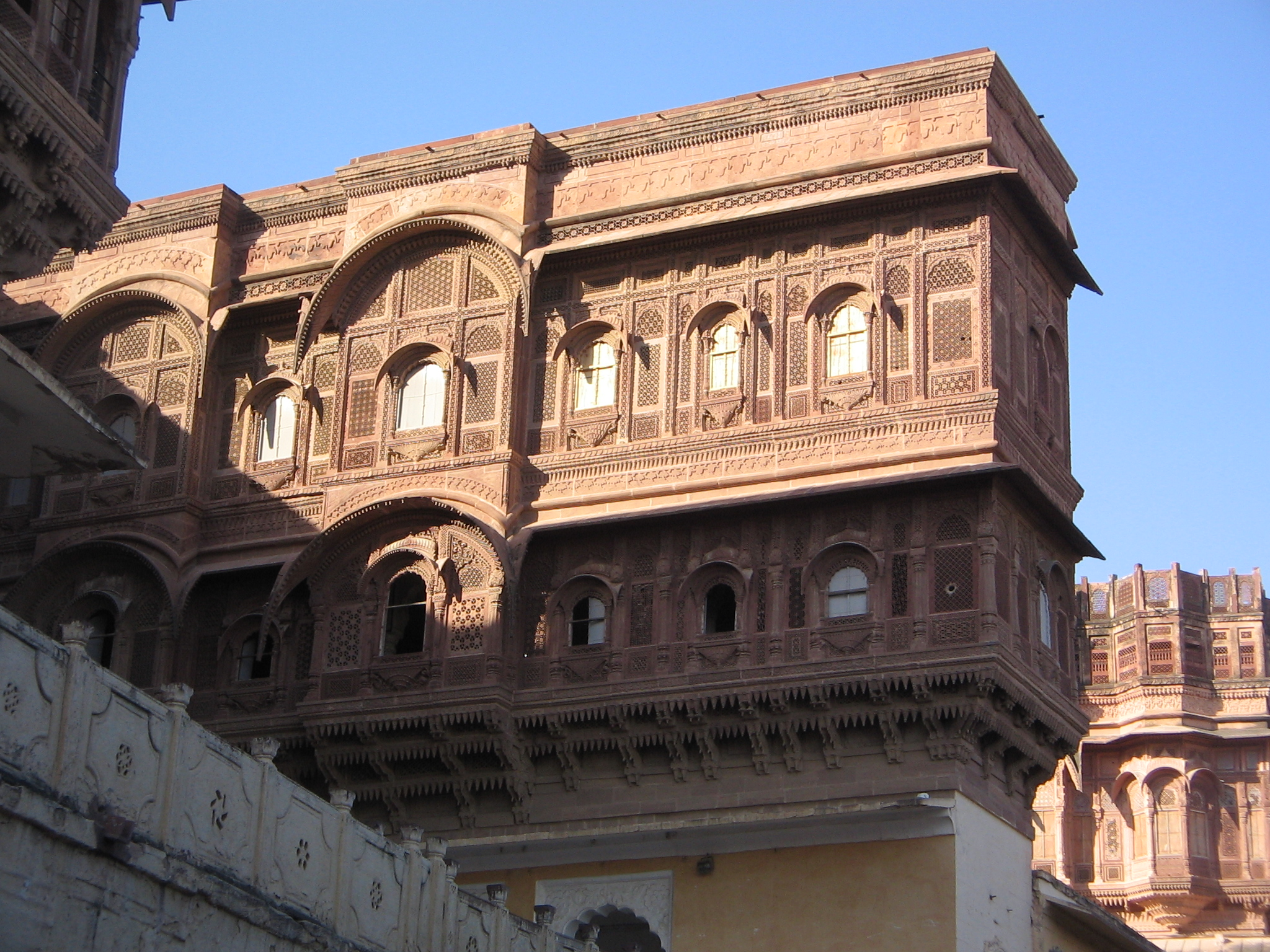
Jodhpur – Haveli im Mehrangarh-Palast (um 1900)
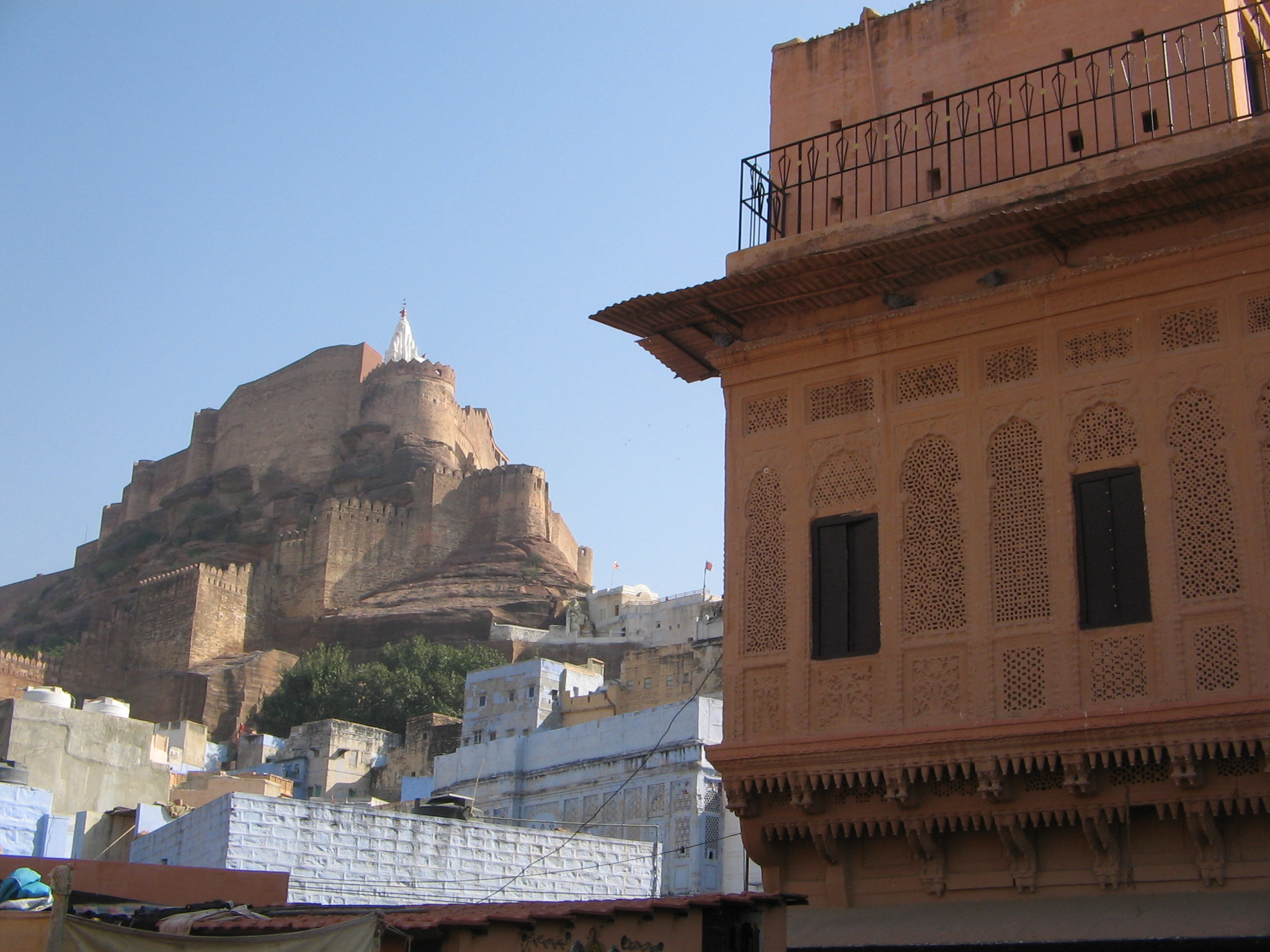
Jodhpur – Mehrangarh-Fort und Haveli im Vordergrund
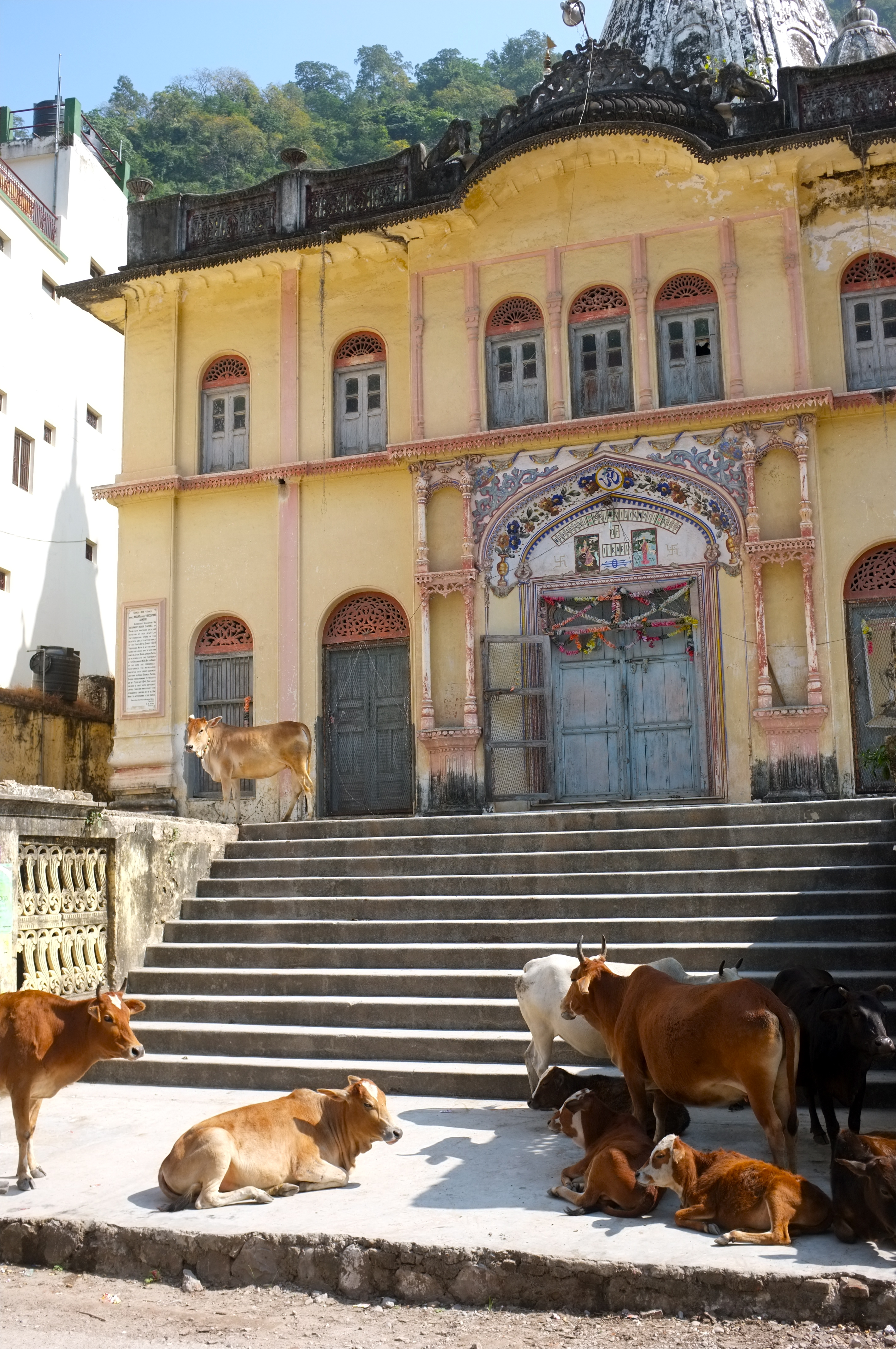
Rishikesh – Maharani von Tekari-Haveli (um 1930)
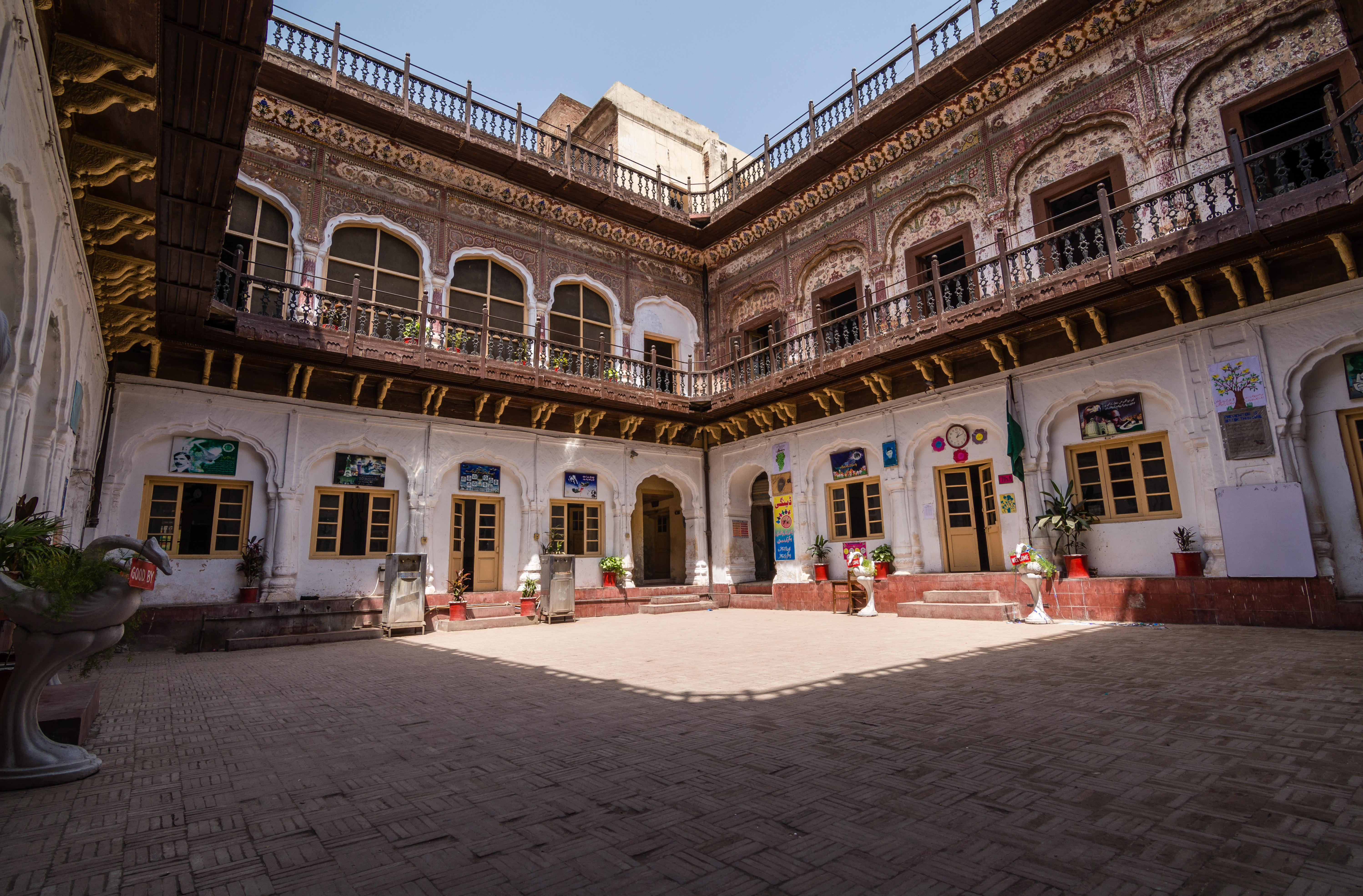
Lahore – Nau Nihal Singh Haveli

## Sonstiges
Haveli sangit ist eine mit der vom indischen Philosophen Vallabhacharya (1479–1531) begründeten vishnuitischen Vallabha-Bewegung (Vallabha Sampradāya) verbundene Gesangstradition von devotionalen Liedern (kirtan). Sanskrit sangit bedeutet „Musik“ und haveli verweist auf die Patronage dieser Musik durch die in den herrschaftlichen Häusern lebenden wohlhabenden Händler.
Das Wohnhaus bzw. Versteck von Osama bin Laden in Abbottabad (Pakistan) hieß Waziristan Haveli.